# Войка-над-Дунаєм
Войка-над-Дунаєм (словац. Vojka nad Dunajom, угор. Vajka) — село, громада в окрузі Дунайська Стреда, Трнавський край, південно-західна Словаччина. Кадастрова площа громади — 8,21 км². Населення — 475 осіб (за оцінкою на 31 грудня 2017 р.).

## Історія
Перша згадка 1186 року як Vayka. Історичні назви: 1254—1955 рр. — Woyka, 1786 рік — Wajka, з 1927-го — Vajka nad Dunajom, сучасна назва з 1948 року — Vojka nad Dunajom; угор. Vajka.
1938—1945 рр. — під окупацією Угорщини.
1940 року до громади приєднано село Kyselica.

## Населення
| Рік:            | 1994. | 2004.    | 2014.   | 2024.   |
| --------------- | ----- | -------- | ------- | ------- |
| Кількість осіб: | 471   | 421      | 453     | 446     |
| Різниця:        |       | -10,61 % | +7,60 % | -1,54 % |

| Рік:            | 2023. | 2024.   |
| --------------- | ----- | ------- |
| Кількість осіб: | 441   | 446     |
| Різниця:        |       | +1,13 % |